# Lall Bergling
Clara Olivia (Lall) Bergling, född 1 februari 1866 i Hedvig Eleonora församling i Stockholm, död 10 juli 1955 i Västerleds församling i Stockholm, var en svensk konstnär.

## Biografi
Lall Bergling studerade konst vid 1880-talets mitt för Edvard Perséus och därefter vid Tekniska skolan i Stockholm samt vid Konstakademien. Senare studerade hon privat för M. Engelstad i Köpenhamn och vid målarskolor i Gretz Frankrike. Bergling vistades i Amerika 1893–1898. Hon medverkade i utställningar med Sveriges allmänna konstförening och hon var representerad vid Ovanåkers hembygdsförenings utställning 1932.
Hon var dotter till ingenjören Carl Albert Bergling och Christina Olivia Lundborg. Åren 1898–1904 var hon gift med Vilhelm Carlheim-Gyllensköld samt blev med honom mor till Haqvin Carlheim-Gyllensköld. Hon var vidare syster till John Bergling.